# Kolozsvári némafilmek listája
Az alábbi táblázat a Kolozsváron gyártott némafilmeket sorolja fel a forgatás évének sorrendjében. 

| Év        | Cím                                  | Rendező                                   | Főbb szereplők | Gyártó                                                                                     |
| --------- | ------------------------------------ | ----------------------------------------- | --- | ------------------------------------------------------------------------------------------ |
| 1912      | Cox és Box                           | ismeretlen                                | Nagy Ilonka, Nagy Gyula, Ihász Aladár | Proja                                                                                      |
| 1913      | Az apacsnő szerelme                  | Hetényi Elemér, báró Bornemissza Elemérné | gróf Bánffy Ferencné, báró Jósika Adrienne, báró Rudnyánszky Gyula, Hetényi Elemér, báró Bornemissza ELemérné, báró Zeyk Irma, Hirsch Dezsőné, báró Schell Gyula, Szentkirályi Zsigmond, gróf Teleky Sándor, Balogh István, Hirsch Dezső, gróf Waldegg Ernő, Sombory László, Indig Ottó, báró Rudnyánszki Lajos                | Uher                                                                                       |
| 1913      | A dollárkirálynő lánya               | Janovics Jenő                             | Poór Lili, Bundialek Annuska, Pap Katinka, Báthory Elza, Mészáros Alajos, Latabár Rezső, Körössy Endre, Örvössy Géza, Kozma Hugó | Janovics Jenő                                                                              |
| 1913      | Sárga csikó                          | Félix Vanyl                               | Fekete Mihály, Hegyi Lili, Beke Gyula, Várkonyi Mihály, Szakács Andor, Berky Lili, Berky József, Nagy Gyula, Harsányi Rezső, Kozma Hugó, Csapó Jenő, Gálosi Zoltán, Bánóczy Dezső, Koller János, Kertész Endre, Dezséri Gyula, Ihász Aladár, Félix Vanyl, Imre Erzsi, Zách Terka, Fajk Rózsi                                   | Pathé fivérek és Janovics Jenő                                                             |
| 1914      | Bánk bán                             | Kertész Mihály                            | Bakó László, Jászai Mari, Várkonyi Mihály, Paulay Erzsi, Fekete Mihály, Hetényi Elemér, Szakács Andor, Janovics Jenő, Szentgyörgyi István, Berky József, Nagy Adorján | Proja                                                                                      |
| 1914      | A kölcsönkért csecsemők              | Kertész Mihály                            | Ihász Aladár, Berky Lili, Berky Kató, Mészáros Alajos, Báthory Elza, Simon Mariska, Kozma Hugó, Berky József, Némedy Mátyás, Pálfy Bertalan, Nagy Gyula, Nagy Ilonka | Proja                                                                                      |
| 1914      | A tolonc                             | Kertész Mihály                            | Berky Lili, Várkonyi Mihály, Jászai Mari, Szakács Andor, Nagy Gyula, Simon Mariska, Szentgyörgyi István, Mészáros Alajos, Berky Kató, Hetényi Elemér, Gálosi Zoltán, Kertész Endre, Erdős Fülöp, Nagy Adorján, Fekete Mihály, Berky József, Hidvéghy Ernő, Ihász Aladár                                                        | Proja                                                                                      |
| 1915      | A börzekirály                        | Garas Márton                              | Gál Gyula, Poór Lili, Szakács Andor, Mészáros Alajos, Nagy Gyula, Laczkó Aranka, Dezséri Gyula, Kozma Hugó, Koller János | Proja                                                                                      |
| 1915      | Cox és Box                           | Garas Márton                              | Kardos Andor, Újváry Lajos, Laczkó Aranka, Báthory Elza | Proja                                                                                      |
| 1915      | Éjféli találkozás                    | Garas Márton                              | Berky Lili, Berky József, Szakács Andor, Fáy Flóra, Nagy Ilonka, Szentgyörgyi István, Bárány Dezső, Báthory Elza, Bánócz Dezső, Várkonyi Mihály, Laczkó Aranka, Fekete Mihály, Pap Katinka | Proja                                                                                      |
| 1915      | Havasi Magdolna                      | Garas Márton                              | Szakács Andor, Laczkó Aranka, Berky Lili, Várkonyi Mihály, Fáy Flóra, Ihász Aladár, Hetényi Elemér, Báthory Elza, Fekete Mihály, Berky József, Nagy Ilonka, Kozma Hugó, Várady Miklós | Proja                                                                                      |
| 1915      | Jó éjt, Muki!                        | Garas Márton                              | Poór Lili, Vendrey Ferenc, Jakabffy Ilonka, Nagy Ilonka, Rózsahegyi Kálmán, Mészáros Alajos, Újváry Lajos, Simon Mariska, Nagy Gyula, Pap Katinka | Proja                                                                                      |
| 1915      | A kormányzó                          | Garas Márton                              | Berky Lili, Bundialek Annuska, Gál Gyula, Janovics Jenő, Szakács Andor, Fekete Mihály, Gálosi Zoltán, Réthely Ödön, Berky József, Mészáros Alajos, Farkas Sándor | Proja                                                                                      |
| 1915      | Leányfurfang                         | Janovics Jenő                             | Berky Lili, Berlányi Vanda, Mészáros Alajos, Újváry Lajos, Nagy Gyula, Bánóczy Dezső, Harsányi Rezső, Kertész Endre, Németh János, Laczkó Aranka, Szakács Andor, Dezséri Gyula, Táray Ferenc, Fáy Flóra | Proja                                                                                      |
| 1915      | Liliomfi                             | Janovics Jenő                             | Mészáros Alajos, Rózsahegyi Kálmán, Szentgyörgyi István, Laczkó Aranka, Nagy Ilonka, Fáy Flóra, Újváry Lajos, Nagy Gyula, Kozma Hugó, Pap Katinka, Dezséri Gyula, Szakács Andor, Simon Mariska, Réthely Ödön, Kertész Endre, Várady Miklósné, Hegyi Lili                                                                       | Proja                                                                                      |
| 1915      | Tetemrehívás                         | Garas Márton                              | Várkonyi Mihály, Berky Lili, Gömöri Vilma, Szentgyörgyi István, Táray Ferenc, Veszpréminé Ágh Ilona, Dezséri Gyula, Laczkó Aranka, Harsányi Rezső, Jakabffy M. Sándor, Kozma Gyula, Szakács Andor | Proja                                                                                      |
| 1915–1916 | Vergődő szívek                       | Janovics Jenő                             | Gál Gyula, Garas Márton, Berky Lili, Mészáros Alajos, Laczkó Aranka, Berky József, Szabados Piroska, Fekete Mihály, Várady Miklós, Körössy Endre, Kozma Hugó, Nagy Gyula, Farkas Sándor, Fáy Flóra, Szakács Andor, Kozma Gyula                                                                                                 | Transsylvania, Proja                                                                       |
| 1916      | Alvajáró                             | Mérei Adolf                               | Vendrey Ferenc, Rózsahegyi Kálmán, Mészáros Alajos, Miklóssy Margit, Poór Lili, Nagy Gyula, Szakács Andor, Bérczi Mihály, Réthelyi Ödön, Berky József | Corvin                                                                                     |
| 1916      | Ártatlan vagyok!                     | Janovics Jenő                             | Beregi Oszkár, Berky Lili, Ihász Aladár, Dezséri Gyula, Hetényi Elemér, Nagy Ilonka, Laczkó Aranka, Fáy Flóra, Simon Mariska, Berlányi Vanda, Berky József, Kozma Hugó, Nagy Gyula, Jakabffy M. Sándor, Bérczi Mihály | Corvin                                                                                     |
| 1916      | A dolovai nábob lánya                | Janovics Jenő                             | Berky Lili, Csortos Gyula, Janovics Jenő, Mészáros Alajos, Berky Kató, Ihász Aladár, Szakács Andor, Berky József, Fáy Flóra, Kozma Hugó, Dezséri Gyula, Nagy Gyula, Pap Katinka, Harsányi Rezső | Corvin                                                                                     |
| 1916      | Az egymillió fontos bankó            | Korda Sándor                              | Újváry Lajos, Nagy Gyula, Simon Mariska, Ihász Aladár, Harsányi Rezső, Pap Katinka, Kertész Endre, Réthely Ödön, Kozma Hugó | Corvin                                                                                     |
| 1916      | Fehér éjszakák                       | Korda Sándor                              | Berky Lili, Szakács Andor, Körmendy Kálmán, Kürthy György, Berlányi Vanda, Laczkó Aranka, Harsányi Rezső, Berky József | Corvin                                                                                     |
| 1916      | A gyónás szentsége                   | Janovics Jenő                             | Janovics Jenő, Lengyel Vilmos, Berky Lili, Várkonyi Mihály, Hetényi Elemér, Szakács Andor, Réthely Ödön, Berky József, Fáy Flóra, Farkas Sándor, Laczkó Aranka, Mariházi Miklós, Nagy Gyula, Harsányi Rezső, Ihász Aladár, Dezséri Gyula                                                                                       | Corvin                                                                                     |
| 1916      | A hadtestparancsnok                  | Mérei Adolf                               | Csortos Gyula, Mészáros Alajos, Újváry Lajos, Berky Lili, Berlányi Vanda, Nagy Ilonka, Pap Katinka, H. Szűcs Nelly, Antal Erzsi, Czoppán Flóra, Laczkó Aranka, Pongrácz Lajos és Ájáky cigányzenekara | Corvin                                                                                     |
| 1916      | A kétszívű férfi                     | Korda Sándor                              | Berky Lili, Ódry Árpád, Kürthy György, Fáy Flóra, Berlányi Vanda, Baranics Anna, Nagy Ilonka, Szakács Andor, Harsányi Rezső, Kertész Endre, Lengyel Vilmos, Réthely Ödön, Szendrő Gyula, Laczkó Aranka, Dezésri Gyula | Corvin                                                                                     |
| 1916      | Mágnás Miska                         | Korda Sándor                              | Mészáros Alajos, Szirmai Imre, Simon Mariska, Jákó Amália, Várkonyi Mihály, Horváth Jenő, Kemenes Lajos, Erdélyi Géza, Berky Lili | Corvin                                                                                     |
| 1916      | Mesék az írógépről                   | Korda Sándor                              | Berky Lili, Kürthy György, Janovics Jenő, Ujvári Ferenc, Harsányi Rezső, Laczkó Aranka, Lengyel Vilmos, Nagy Adorján, Gazda Ilonka, Berky József, Bérczi Mihály, Betegh László, Székely Ilona, Erdei Margit, Jakabffy Ilonka, Szendrő Gyula                                                                                    | Corvin                                                                                     |
| 1916      | Méltóságos rabasszony                | Janovics Jenő                             | Ódry Árpád, Berky Lili, Körmendy Kálmán, Szakács Andor, Nagy Ilonka, Fáy Flóra, Réthely Ödön, Nagy Gyula | Corvin                                                                                     |
| 1916      | A nagymama                           | Korda Sándor                              | Blaha Lujza, Szirmai Imre, Fényes Annuska, Ághy Erzsi, Mészáros Alajos, Várkonyi Mihály, Hajdu József, Marosi Adél, Gabányi László, Andorffy Ida, Molnár László | Corvin                                                                                     |
| 1916      | A peleskei nótárius                  | Janovics Jenő                             | Szentgyörgyi István, Újváry Lajos, Kertész Endre, Laczkó Aranka, Kozma Hugó, Nagy Ilonka, Miklóssy Margit, Dezséri Gyula, Ihász Aladár, Berlányi Vanda, Fajk Rózsi, Réthelyi Ödön, Hetényi Elemér, Simon Mariska, Pap Katinka                                                                                                  | Corvin                                                                                     |
| 1916      | Petőfi-dalciklus                     | Janovics Jenő                             | Berky Lili, Várkonyi Mihály, Dezséri Gyula, Harsányi Rezső, Berlányi Vanda, Nagy Ilonka, Nagy Gyula, Újváry Lajos, Báthory Elza, Hegyi Lili, Fekete Mihály, Rózsahegyi Kálmán | Corvin                                                                                     |
| 1916      | Soha többé… mindörökké!              | Mérei Adolf                               | Csortos Gyula, H. Szűcs Nelly, Szakács Andor, Ihász Aladár, Réthely Ödön, Pap Katinka, Nagy Ilonka, Berky József, Harsányi Rezső, Bérczi Mihály, Laczkó Aranka | Corvin                                                                                     |
| 1916      | Szibéria                             | Fekete Mihály                             | Poór Lili, Szakács Andor, Harsányi Rezső, Fekete Mihály, Nagy Adorján | Corvin                                                                                     |
| 1916      | A szobalány                          | Mérei Adolf                               | Berky Lili, Mészáros Alajos, Berlányi Vanda, Újváry Lajos, Nagy Ilonka, Laczkó Aranka, Miklóssy Margit, Ihász Aladár, Berky József, Lengyel Vilmos | Corvin                                                                                     |
| 1917      | Baccarat                             | Janovics Jenő                             | Szakács Andor, Poór Lili, Lengyel Vilmos, Várkonyi Mihály, Várady Miklós, Kozma Hugó, Fekete Mihály, Nagy Ilonka, Harsányi Rezső, Laczkó Aranka, Makray Ferencné, Áldor P. Juliska, Sümegi Ödön, Szendrő Gyula, Koller János, Ujvári Ferenc, Bérczi Mihály, Gazda Ilonka, Rajnai Böske, Orosz Rózsi                            | Transsylvania                                                                              |
| 1917      | Ciklámen                             | Janovics Jenő                             | Berky Lili, Nagy Adorján, Várkonyi Mihály, Szabados Piroska, Laczkó Aranka, Miklóssy Margit, Berky József, Nagy Gyula, Harsányi Rezső | Transsylvania                                                                              |
| 1917      | Csaplárné a betyárt szerette         | Janovics Jenő                             | Hegyi Lili, Várkonyi Mihály, Pap Katinka, Szentgyörgyi István, Berky József, Berky Lili, Fáy Flóra | Transsylvania                                                                              |
| 1917      | A Gyurkovics lányok                  | Fekete Mihály                             | Miklóssy Margit, Poór Lili, Szabados Piroska, Ághy Erzsi, Nagy Ilonka, Csortos Gyula, Lengyel Vilmos, Szakács Andor, Nagy Gyula, Mészáros Alajos, Harsányi Rezső, Csikai Gyuri és cigányzenekara | Transsylvania                                                                              |
| 1917      | Falusi Madonna                       | Janovics Jenő                             | Berky Lili, Szakács Andor, Fáy Flóra, Fekete Mihály, Aranyosi Nusi, Izsáky Margit, Pap Katinka, Harsányi Rezső, Dezséri Gyula, Nagy Gyula, Koller János, Réthely Ödön, Bánhidy József | Transsylvania                                                                              |
| 1917      | Hotel Imperial                       | Janovics Jenő                             | Várkonyi Mihály, Szakács Andor, Pálfy Bertalan, Izsáky Margit, Réthely Ödön, Harsányi Rezső, Fáy Flóra, Fekete Mihály, Sümegi Ödön, Várady Miklós, Dezséri Gyula, Nagy Gyula, Lengyel Vilmos, Nagy Adorján, Koller János, 51. közös gyalogezred, orosz hadifoglyok a gyalui gazdaságból                                        | Transsylvania                                                                              |
| 1917      | A megbélyegzett                      | Janovics Jenő                             | Szakács Andor, Berky Lili, Várkonyi Mihály, Dezséri Gyula, Laczkó Aranka, Kertész Endre, Fekete Mihály, Nagy Adorján | Transsylvania                                                                              |
| 1917      | Nehéz szerep                         | Janovics Jenő                             | Szakács Andor, Fáy Flóra, Poór Lili, Fekete Mihály, Nagy Adorján, Baranics Anna, Fábián Frici | Transsylvania                                                                              |
| 1917      | A névtelen asszony                   | Janovics Jenő                             | Fekete Mihály, Márkus Emília, Nagy Adorján, Réthely Ödön, Szakács Andor, Laczkó Aranka, Miklóssy Margit, Várady Miklós, Nagy Ilonka, Kertész Endre, Pap Katinka, Németh János, Kozma Hugó, Pálfy Bertalan, Harsányi Rezső, Nagy Gyula                                                                                          | Transsylvania                                                                              |
| 1917      | Sergius Panin                        | Janovics Jenő                             | Várkonyi Mihály, Fáy Flóra, Poór Lili, Nagy Ilonka, Petheő Attila, Lengyel Vilmos, Bretán Miklós, Szabados Piroska, Nagy Gyula, Kozma Hugó | Transsylvania                                                                              |
| 1917      | A szerzetes                          | Janovics Jenő                             | Várkonyi Mihály, Szabados Piroska, Laczkó Aranka, Nagy Adorján, Szakács Andor, Kozma Hugó, Várady Miklós, Dezséri Gyula | Transsylvania                                                                              |
| 1917      | A tanítónő                           | Janovics Jenő                             | Berky Lili, Tóth Flóra, Szentgyörgyi István, Várkonyi Mihály, Laczkó Aranka, Mészáros Alajos, Nagy Ilonka, Hetényi Elemér, Dezséri Gyula, Kozma Hugó, Németh János, Miklóssy Margit, Réthely Ödön, Berky József, Fajk Rózsi, Bérczi Mihály, Pap Katinka, Némedy Mátyás, Nagy Adorján, Nagy Gyula, Berlányi Vanda, Gazda Ilonka | Transsylvania                                                                              |
| 1917      | Az utolsó éjszaka                    | Janovics Jenő                             | Berky Lili, Nagy Adorján, Lengyel Vilmos, Fekete Mihály, Szakács Andor, Hetényi Elemér, Ujvári Ferenc, Réthely Ödön, Berky József, Parlagi Lajos | Transsylvania                                                                              |
| 1917      | Vasgyáros                            | Janovics Jenő                             | Nagy Adorján, Berky Lili, Lajthay Károly, Lengyel Vilmos, Baranics Anna, Szabados Piroska, Laczkó Aranka, Hetényi Elemér, Várady Miklós, Réthely Ödön, Újváry Lajos, Harsányi Rezső, Bérczi Mihály, Domokos Ferenc | Transsylvania                                                                              |
| 1917      | Vágy                                 | Fekete Mihály                             | Nagy Adorján, Poór Lili, Izsáky Margit, Fekete Mihály, Harsányi Rezső, Lengyel Vilmos, Némedy Mátyás, Szederkényi Anikó, Szakács Andor | Transsylvania                                                                              |
| 1917      | A vén bakancsos és fia, a huszár     | Fekete Mihály                             | Szentgyörgyi István, Réthely Ödön, Dezséri Gyula, Poór Lili, Kabók Győző, Nagy Gyula, Pap Katinka, Laczkó Aranka, Sugár Mihály, Szakács Andor, Báthory Elza, Kozma Hugó, Berky József, Némedy Mátyás, Bérczi Mihály | Transsylvania                                                                              |
| 1918      | Akik életet cseréltek                | Fekete Mihály                             | Fekete Mihály, Poór Lili, Relle Margit, Réthelyi Ödön, Laczkó Aranka, Szakács Andor, Dezséri Gyula | Transsylvania                                                                              |
| 1918      | Andor                                | Janovics Jenő                             | ismeretlenek | Transsylvania                                                                              |
| 1918      | Asszonyi eskü                        | Janovics Jenő                             | ismeretlenek | Transsylvania                                                                              |
| 1918      | Doktorok tragédiája                  | Fekete Mihály                             | Szakács Andor, Izsáky Margit, Kozma Hugó, Réthely Ödön | Transsylvania                                                                              |
| 1918      | A feleség                            | Janovics Jenő                             | ismeretlenek | Transsylvania                                                                              |
| 1918      | A kancsuka hazájában                 | Fekete Mihály                             | Izsáky Margit, Kozma Hugó, Nagy Adorján, Réthely Ödön, Szakács Andor, Dezséri Gyula, Várady Miklós, Fekete Mihály, Sebesi László, Berky József, Bánhidy József, Fajk Rózsi, Koller János, Domokos Ferenc, Németh József | Transsylvania                                                                              |
| 1918      | A legszebb kaland                    | ismeretlen                                | Laczkó Aranka, Nagy Ilonka, Poór Lili, Baróti Erzsi, Miklóssy Margit, Ungváry Kálmán, Lengyel Vilmos, Nagy Gyula, Leövey Leó, Réthely Ödön, Oláh Ferenc | Transsylvania                                                                              |
| 1918      | Lila test, sárga sapka               | Janovics Jenő                             | Poór Lili, Táray Ferenc, Eszterházy Ágnes | Transsylvania                                                                              |
| 1918      | A medikus                            | Janovics Jenő                             | Laczkó Aranka, Baranics Anna, Ungváry Kálmán, Táray Ferenc | Transsylvania                                                                              |
| 1918      | A métely                             | Fekete Mihály                             | Várkonyi Mihály, Izsáky Margit, Laczkó Aranka, Berky Lili, Fekete Mihály, Dezséri Gyula, Berky József, Réthely Ödön, Bretán Miklós | Transsylvania                                                                              |
| 1918      | Palika                               | Hetényi Elemér                            | Tompa Béla, Szakács Andor, Laczkó Aranka, Filó Ida, Nagy Ilonka, Réthely Ödön, Berky József, Bérczi Mihály, Ujváry Kálmán, Pap Katinka, Fajk Rózsi, Eszterházy Ágnes, Leöwey Leó, Ruvinszky Oszkár | Transsylvania                                                                              |
| 1918      | Sarah grófnő                         | Janovics Jenő                             | ismeretlenek | Transsylvania                                                                              |
| 1918      | A szerelem haláltusája               | Janovics Jenő                             | ismeretlenek | Transsylvania                                                                              |
| 1918      | Tisztítótűz                          | ismeretlen                                | Fekete Mihály, Poór Lili, Kozma Hugó, Laczkó Aranka, Fáy Flóra, Pap Katinka | Transsylvania                                                                              |
| 1918      | A vadorzó                            | Janovics Jenő                             | Dezséri Gyula, Baranics Anna, Berky József, Gálosi Zoltán, Koller János, Réthely Ödön, Fáy Flóra, Szakács Andor, Kuthy Sándor, Némedy Mátyás | Transsylvania                                                                              |
| 1919      | A mozitündér                         | Hetényi Elemér                            | Nagy Gyula, P. Áldor J., Baranics Anna, Pintér Böske, Berky József, Réthely Ödön, Sümegi Ödön, Hetényi Elemér | Transsylvania                                                                              |
| 1920      | A két árva                           | Janovics Jenő                             | Poór Lili, Baróti Erzsi, Izsáky Margit, Réthely Ödön, Táray Ferenc, Miklóssy Margit, Oláh Ferenc, Lengyel Vilmos, Berky József, Kozma Gyula, Erdei Margit, Czoppán Flóra, Mihályfy László, Jakabffy Ilonka | Transsylvania                                                                              |
| 1920      | Világrém                             | Janovics Jenő                             | Fekete Mihály, Poór Lili, Izsáky Margit, Baróti Erzsi, Lengyel Vilmos, Nagy Adorján, Bretán Miklós, Lukács József, Réthely Ödön | Transsylvania                                                                              |
| 1923      | A szakállas ember                    | Salgó Géza                                | Bíró Géza, Kolosy Ilus | Transsylvania                                                                              |
| 1924      | Színház és Társaság divatrevü filmje | Izsó Miklós, Tompos József                | Hoffmann Juci, Ihász Aladár, Kolbay Ildikó, Pintér Böske, Salgó Géza | Transsylvania, Színház és Társaság, a kolozsvári divatszalonok és kereskedők támogatásával |